# Mogen
Mogen is een toeristenhut van Den Norske Turistforening (DNT) in de gemeente Vinje in de provincie Telemark in het zuiden van Noorwegen.
De hut ligt bij het meer Møsvatnet op 950 meter boven zeeniveau op de hoogvlakte Hardangervidda. Er zijn verschillende wandelingen mogelijk. Bereikbaar via de boot M/B Fjellvåken van Skinnarbu naar Mogen.